# Catedral de São Patrício (Armagh)

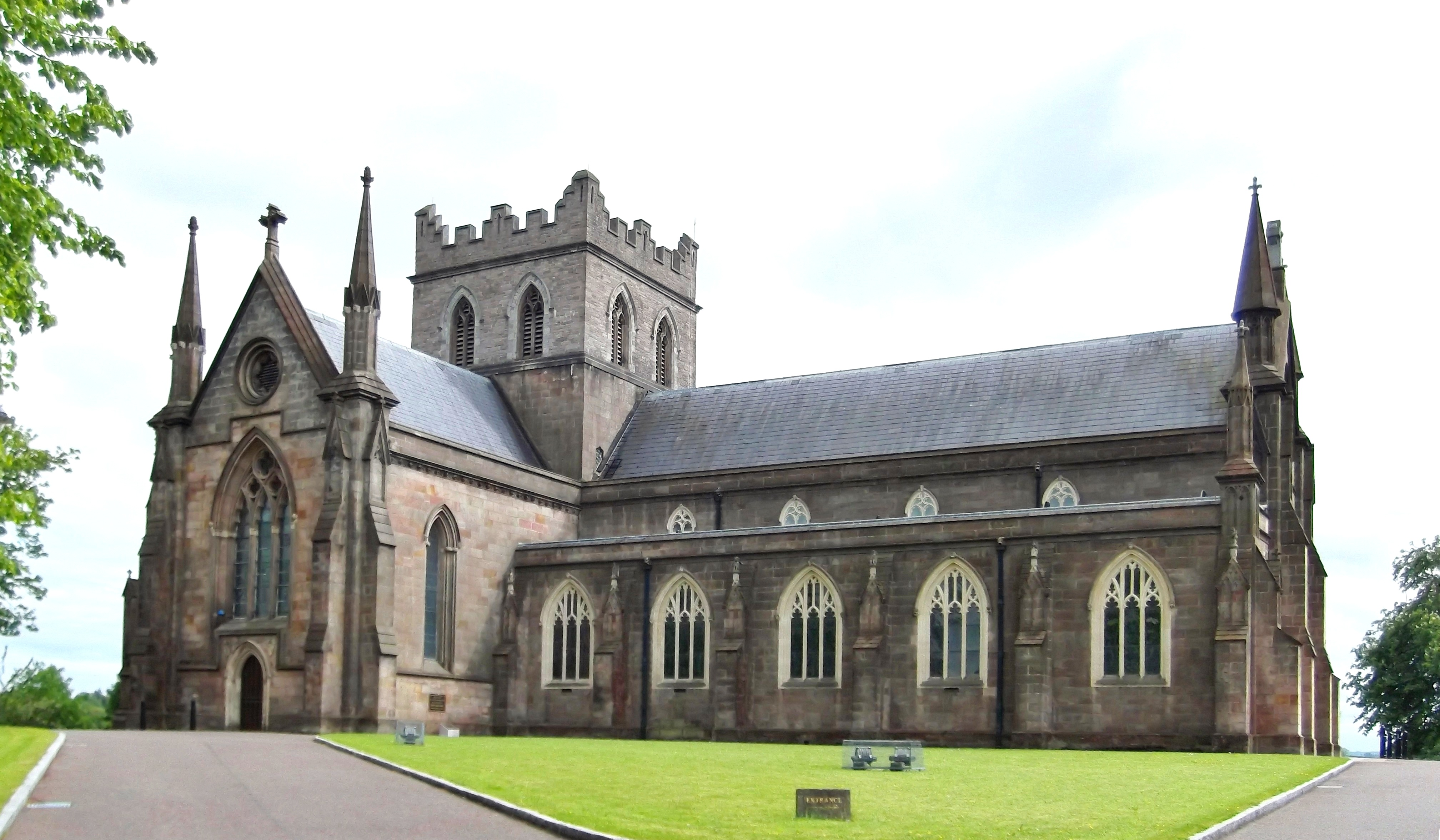
Catedral de São Patrício em Armagh.

A catedral de São Patrício em Armagh é o local de onde o Primaz de Toda Irlanda governa a Igreja da Irlanda. Até a Reforma Protestante era também a sede do arcebispado católico romano. Fica localizada em Armagh, Irlanda do Norte.

## História
As origens da catedral estão relacionadas à construção em 445 de uma igreja de pedra na colina Druim Saileach (Sallow Ridge) por São Patrício, em torno da qual uma comunidade monástica se desenvolveu. A igreja era e é o centro da Igreja da Irlanda.
O templo propriamente dito foi destruído e reconstruído 17 vezes. Foi substancialmente restaurado entre 1834 e 1840 pelo arcebispo Lord John George Beresford e pelo arquiteto Lewis Nockalls Cottingham.